# Ломбардски језик
Ломбардски језик се говори у северној Италији и делу Швајцарске и има око 3,5 милиона говорника. Има бројне дијалекте назване по локалитетима, међу којима се за неке сумња да су посебни језици.